# Lex specialis
Lex specialis v pravni teoriji in praksi je doktrina, ki se nanaša na razlago zakonov in se lahko uporablja v  domačem  in mednarodnem pravu. Doktrina navaja, da ima v primeru, ko enako dejansko stanje urejata dva zakona, zakon, ki ureja določeno zadevo (lex specialis),  prednost pred zakonom, ki ureja le splošne zadeve (lex generalis). Takšno stanje se običajno pojavlja v primerih, ko je bila v preteklosti sprejeta posebna zakonodaja,  ki je bila kasneje posplošena. V takšnih primerih se lahko uporabi tudi doktrina lex posterior derogat legi priori, se pravi da mlajši zakon prevlada nad starejšim. 
Lahko se domneva, da so zakonodajalci z novo zakonodajo nameravali  prevladati prejšnjo, obstaja pa tudi stališče, da se je treba s sistematičnim tolmačenjem izogniti navzkrižjem. Načelo velja tako za pravni red kot za  posamezen zakon, ki vsebuje specifične in splošne določbe. 
Ime je del polnega imena doktrine Lex specialis derogat legi generali (Poseben zakon prevlada nad splošnimi zakoni).